# Zinnschützweiher
Der Zinnschützweiher ist ein künstlich angelegter Teich zwei Kilometer westlich von Leupoldsdorferhammer, Gemeinde Tröstau im Landkreis Wunsiedel im Fichtelgebirge. Er liegt 663 Meter hoch am Fuß des Seehügels im Gebirgsmassiv des Schneebergs, im dichten Wald der bayerischen Staatsforste.

## Geschichte
Die historische Wasserstauanlage, die von mehreren kleinen Bächen gefüllt wird, befindet sich in einem der ältesten Zinnbergbaugebiete des Fichtelgebirges, seit dem Jahr 1481 urkundlich nachweisbar. Mit seinem Wasser wurde in den bachabwärts gelegenen Zinnseifen das Zinnerz aus dem Erdreich ausgewaschen, diesen Vorgang nannte man Seifnen.

## Karten
- Fritsch Wanderkarte 1:50.000 Naturpark Fichtelgebirge und Steinwald
- Digitale Ortskarte 1:10.000 Bayern-Nord des Landesamtes für Vermessung und Geoinformation Bayern.